# Spotkania z Filmem Górskim
Spotkania z Filmem Górskim – festiwal filmów górskich, odbywający się w Zakopanem.
Spotkania to przede wszystkim Międzynarodowy Konkurs Filmu Górskiego, w którym stawką jest Grand Prix Spotkań z Filmem Górskim (wcześniej Nagroda Publiczności). Konkursowi towarzyszą projekcje filmów pozakonkursowych, w tym filmów archiwalnych z całego świata, pokazy slajdów, spotkania z ludźmi gór, promocje książek, wystawy fotografii, koncerty i zawody wspinaczkowe. Główną sceną Spotkań jest zakopiańskie Kino Sokół, ale imprezy towarzyszące odbywają się także w innych miejscach Zakopanego, m.in. w hotelu górskim Kalatówki, Miejskiej Galerii Sztuki, Ośrodku Dydaktyczno-Muzealnym Tatrzańskiego Parku Narodowego. Wśród innych festiwali górskich Spotkania wyróżniają się kameralną atmosferą, wysokim poziomem prezentowanych filmów oraz oryginalnym designem. Logo zaprojektował Krzysztof Kokoryn, a autorem statuetki jest Marcin Rząsa. Od 2006 roku Spotkania współpracują z Trento Film Festival – najstarszym oraz jednym z największych na świecie festiwali filmów górskich i podróżniczych.

## Historia
Gośćmi 1. Spotkania z Filmem Górskim, które odbywały się w dniach 8-11 września 2005 roku byli m.in. Krzysztof Wielicki, Anna Czerwińska, Anna Milewska, Piotr Morawski i Jerzy Surdel. Nagrodę Publiczności zdobył Wojciech Wiwatowski za film „Trzeci Stopień Wyobcowania”, a Nagrodę Dyrektora Tatrzańskiego Parku Narodowego za film o największych walorach przyrodniczych – Pavol Barabáš, autor „Amazonia Vertical”. Nagrodę Sponsora za film zrealizowany w najtrudniejszych warunkach otrzymał Dariusz Załuski za „Ciao Martina”.
2. Spotkania z Filmem Górskim odbyły się w dniach 20-22 października, a w Zakopanem pojawili się m.in. włoski wspinacz Mauro "Bubu" Bole, reżyser Krzysztof Zanussi oraz himalaiści Piotr Pustelnik, Piotr Morawski i Kinga Baranowska. Nagrodę Publiczności oraz Nagrodę Dyrektora TPN otrzymał Pavol Barabáš za film „Premeny Tatier”, a Nagrodą Sponsora wyróżniono włoski film „l'Abisso” w reżyserii Alessandro Anderloniego. Poza konkursem pokazano m.in. filmy z włoskiego Trento Film Festival, z którym Spotkania rozpoczęły współpracę. Imprezie po raz pierwszy towarzyszyły zawody we wspinaczce bulderowej Zako Boulder Power.
3. Spotkania z Filmem Górskim odbyły się w dniach 6-9 września 2007, a gośćmi byli m.in. Pavol Barabáš, Anna Czerwińska, Krzysztof Lang, Michał Lorenc oraz Italo Zandonella Callegher, prezydent Trento Film Festival. Filmy konkursowe po raz pierwszy oceniało profesjonalne jury pod przewodnictwem Pavla Barabáša. Grand Prix oraz Nagrodę Dyrektora TPN otrzymał norweski reżyser Sjur Paulsen za film „Loop”, a Nagrodę Publiczności i Nagrodę Sponsora Głównego przyznano Argentyńczykowi Ramiro Calvo za film „Cerro Torre. Ritmo latino en la cara oeste”. Przyznaną po raz pierwszy Nagrodę Burmistrza Zakopanego dla filmu ukazującego życie społeczności górskiej otrzymał Niemiec Marc Eberle za film „Tochter des Hindukusch”. Podczas Spotkań po raz pierwszy zorganizowany został blok Prawa Człowieka w Górach, poświęcony Tybetowi. W ramach imprezy odbyła się druga edycja zawodów Zako Boulder Power oraz pierwsza edycja Międzynarodowego Konkursu Fotografii Górskiej „Przestrzeń życia”.

## Laureaci Międzynarodowego Konkursu Filmu Górskiego
1. SzFG 2005:
- Nagroda Publiczności – Wojciech Wiwatowski „Trzeci Stopień Wyobcowania”
- Nagroda Dyrektora Tatrzańskiego Parku Narodowego – Pavol Barabáš „Amazonia Vertical”
- Nagroda Sponsora Głównego – Dariusz Załuski „Ciao Martina”

2. SzFG 2006:
- Nagroda Publiczności – Pavol Barabáš „Premeny Tatier”
- Nagroda Dyrektora Tatrzańskiego Parku Narodowego – Pavol Barabáš „Premeny Tatier”
- Nagroda Sponsora Głównego – Alessandro Anderloni „l'Abisso”

3. SzFG 2007:
- Grand Prix – Sjur Paulsen „Loop”
- Nagroda Publiczności – Ramiro Calvo „Cerro Torre. Ritmo latino en la cara oeste”
- Nagroda Dyrektora Tatrzańskiego Parku Narodowego – Sjur Paulsen „Loop”
- Nagroda Burmistrza Miasta Zakopane – Marc Eberle „Tochter des Hindukusch”
- Nagroda Sponsora Głównego – Ramiro Calvo „Cerro Torre. Ritmo latino en la cara oeste”

4. SzFG 2016:
- Grand Prix – Pavol Barabasz „Pod ciężarem wolności”
- Nagroda Dyrektora Tatrzańskiego Parku Narodowego – Jen Randall, Claire Carter „Operacja Moffat”
- Nagroda Burmistrza Miasta Zakopane –  Anca Damian „Czarodziejska Góra”
- Nagroda Schronisko PTTK Morskie Oko i Nagroda Publiczności – Josh Lowell, Peter Mortimer „A Line Across The Sky”
- Nagroda Specjalna – Bruno Joucla „W imię moralności i porządku”
- Nagroda Młodzieżowego Jury – Steven Schwabl „W”

5. SzFG 2017:
- Grand Prix – Sasha Snow „Wyrok Hadwina/Hadwin's Judgment”
- Nagroda Dyrektora Tatrzańskiego Parku Narodowego – Anne, Erik Lapied „Narysuj mi kozicę / Dessine-moi un Chamois”
- Nagroda Burmistrza Miasta Zakopane – Susan Gluth „Urmila - My Memory is My Power”
- Nagroda Schronisko PTTK Morskie Oko – Federico Santini „Vreso L’ignoto”
- Nagroda Specjalna i Nagroda Publiczności – Robert Żurakowski, Bartosz Szwast „Piotr Malinowski. 33 zgłoś się...”
- Nagroda Młodzieżowego Jury – Peter van Eecke „Samuel in the clouds”
- Specjalne Wyróżnienie – Marcello Vai „Furia”

6. SzFG 2018:
- Grand Prix – Jennifer Peedom „Góra/Mountain”
- Nagroda dla Najlepszego Filmu Polskiego i Nagroda Publiczności – Stanisław Berbeka „Dreamland”
- Nagroda Dyrektora Tatrzańskiego Parku Narodowego – Véronique Anne, Erik Lapied „Aigle et Gupaete. Les Maitres Du Ciel”
- Nagroda Burmistrza Miasta Zakopane – Filip Luft „Ostatni Górale”
- Nagroda Polskiego Związku Alpinizmu – Steve Wakeford „Magnetic Maountains”
- Nagroda Młodzieżowego Jury i Nagroda Specjalna: Ignasi López Fàbregas „Viacruxis”
- Nagroda Specjalna: Wojtek Kozakiewicz „Mama”, Brian Hall, Keith Partridge „Bonington”

7. SzFG 2019:
- Grand Prix – Rastislav Hatiar „Zew wysokości”
- Nagroda Polskiego Związku Alpinizmu – Dariusz Załuski „Ostatnia Góra”
- Nagroda Dyrektora Tatrzańskiego Parku Narodowego – Rožle Bregar, Matic Oblak, Miha Avguštin „Niezniszczone”
- Nagroda Jury Młodych Filmowców – Elena Goatelli, Angel Luis Esteban Vega „Auspicjum”
- Nagroda PKL i Nagroda Jury Młodzieżowego – Hanno Mackowitz „Struktury”
- Nagroda Schronisko PTTK Morskie Oko – Marcin Polar „Harda”
- Nagroda Sponsora Głównego – Aner Etxebarria Moral, Pablo Vidal Santos „Bayandalai – Władca Tajgi”
- Specjalne Wyróżnienie – Mirosław Dembiński „Jeszcze lecimy”

## Laureaci Międzynarodowego Konkursu Fotografii Górskiej „Przestrzeń życia”
3. SzFG 2007:
- Grand Prix – Bartek Solik „Kuźnice – Kasprowy” (cykl sześciu fotografii)
- Nagroda Główna Krajobraz – Maciej Duczyński „Polska 2”
- Nagroda Główna Przyroda – Romuald Cichos „Zakwita raz”
- Nagroda Główna Wyczyn – David Kaszlikowski „Hampi. Skalne miasto”
- Nagroda Główna Reportaż – Bartek Solik „Cepry 5”
- Nagroda Specjalna Jury – David Kaszlikowski „Ozoud”
- Wyróżnienie Krajobraz – Adam Brzoza „Noc w Pięciu Stawach”
- Wyróżnienie Przyroda – Anna Worowska „Pluszcze – zaloty”
- Wyróżnienie Wyczyn – Adam Kokot „Drugie powtórzenie drogi Sadusia na Mnichu”
- Wyróżnienie Reportaż – Bartek Solik „Kuźnice – Kasprowy” (cykl sześciu fotografii)
- Wyróżnienie za fotografię tatrzańską – Edward Lichota „Z głową w chmurach”

## Zwycięzcy zawodów Zako Boulder Power im. Bogusia Probulskiego
2. SzFG 2006:
Kobiety:
- 1 miejsce – Kinga Ociepka
- 2 miejsce – Edyta Ropek
- 3 miejsce – Joanna Zakrzewska
- 4 miejsce – Aleksandra Przybysz
- 5 miejsce – Bogna Wilczyńska

Mężczyźni:
- 1 miejsce – Piotr Bunsch
- 2 miejsce – Andrzej Mecherzyński-Wiktor
- 3 miejsce – Grzegorz Karolak
- 4 miejsce – Roman Główka
- 5 miejsce – Stanisław Tylek

3. SzFG 2007:
Kobiety:
- 1 miejsce – Katarzyna Jurek
- 2 miejsce – Kinga Ociepka
- 3 miejsce – Katarzyna Ceran
- 4 miejsce – Joanna Niedwiedowicz
- 5 miejsce – Aleksandra Kozik

Mężczyźni:
- 1 miejsce – Marcin Wszołek
- 2 miejsce – Roman Główka
- 3 miejsce – Grzegorz Karolak
- 4 miejsce – Olek Romanowicz
- 5 miejsce – Grzegorz Napora

4. SzFG 2008:
Kobiety:
- 1 miejsce – Kinga Ociepka
- 2 miejsce – Katarzyna Jurek
- 3 miejsce – Katarzyna Samson
- 4 miejsce – Joanna Zakrzewska
- 5 miejsce – Marta Lenartowicz
- 6 miejsce – Monika Piasecka

Mężczyźni:
- 1 miejsce – Piotr Bunsch
- 2 miejsce – Tomasz Oleksy
- 3 miejsce – Marcin Wszołek
- 4 miejsce – Andrzej Mecherzyński-Wiktor
- 5 miejsce – Konrad Ociepka
- 6 miejsce – Wojciech Gąsienica-Roj

5. SzFG 2009:
Kobiety:
- 1 miejsce – Edyta Ropek
- 2 miejsce – Monika Prokopiuk
- 3 miejsce – Sylwia Buczek

Mężczyźni:
- 1 miejsce – Piotr Bunsch
- 2 miejsce – Jakub Jodłowski
- 3 miejsce – Konrad Ociepka